# 7. nordlige breddekreds
Den 7. nordlige breddekreds (eller 7 grader nordlig bredde) er en breddekreds, der ligger 7 grader nord for ækvator. Den løber gennem Afrika, det Indiske Ocean, Sydasien, Sydøstasien, Stillehavet, Sydamerika og Atlanterhavet.